# Teunis Hogendoorn
Teunis Hogendoorn (Polsbroek, 23 februari 1860 - aldaar, 7 juni 1949) was een Nederlandse boer en sekteleider.

## Biografie

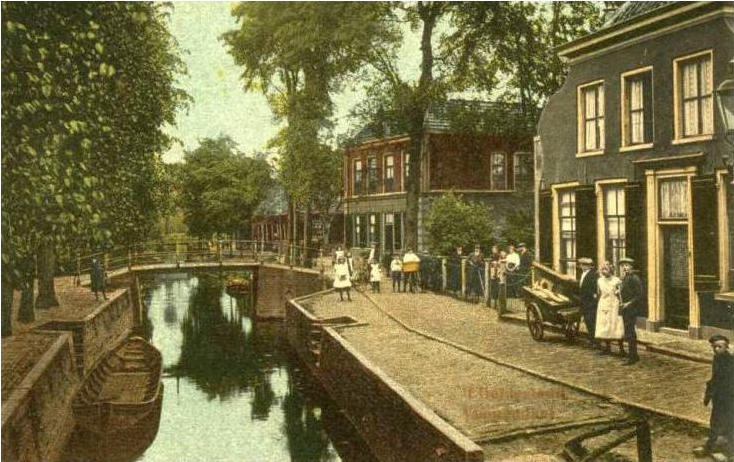
Boveneindsegrift in Veenendaal in 1907 - het huis rechts tegenover de brug werd door Hogendoorn gebouwd voor Jannetje Hootsen

Hogendoorn werd geboren in 1860 in Polsbroek als zoon van de landbouwer Jan Hogendoorn en van Maria Spek. Hij trouwde op 11 maart 1887 in Polsbroek met Aartje van Zelderen. Zij overleed drie jaar na hun trouwen in 1890. Daarna sloot hij zich aan bij een sektarische groepering, de Zwartjannetjes, onder leiding van ene Jannetje Hootsen. Hij werd huisgenoot van Hootsen en liet voor haar een herenhuis aan de Boveneindsegrift bouwen in het toenmalige Gelders Veendendaal. Na de ziekte van Hootsen in 1898 werd de rol van Hogendoorn als oefenaar steeds groter. Tijdens de geëxalteerde groepsbijeenkomsten nam hij het grootste gedeelte van de urenlange godsdienstoefening voor zijn rekening. Hootsen en Hogendoorn wezen overheidsbemoeienis van de hand. Hulp van artsen en veeartsen was overbodig, want alleen God beschikte, volgens hen, over het lot van mens en dier.
Vanwege het luidruchtige en excentrieke karakter van hun bijeenkomsten werd door de buitenwereld negatief op hen gereageerd. De schrijver Herman de Man, die in zijn romans aandacht aan de zwartjannetjes besteedde, typeerde hen echter als "vromer dan God zelf". Ook de verhouding van Hogendoorn met Hootsen was onderwerp van de geruchtenstroom over handel en wandel van deze groepering.
Na de dood van Hootsen in 1919 viel de sekte uiteen. Hogendoorn zou haar vele jaren overleven. Hij overleed op 7 juni 1949 op 89-jarige leeftijd in zijn geboorteplaats Polsbroek.